# Salacot

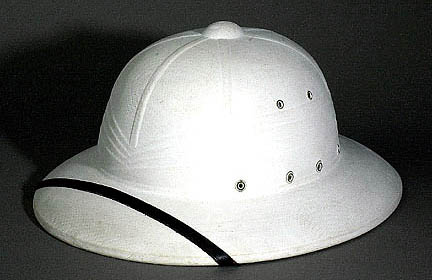
Salacot civil clàssic

El salacot és un casc de bomba semicircular i d'ampla ala perimetral semicònica, fet de tires de canya o palma entreteixides. El nom sembla provenir del tagàlog salaksak, que designa una lligadura semblant al salacot. El català salacot es diu idènticament en espanyol i francès; però la major part de les llengües empren amb el mateix mot que el casc colonial, de què el consideren simple variant estilística.

## Història i simbologia
Eficaç com a protecció contra el sol, el salacot, d'ús principalment civil, fou la lligadura característica dels colons europeus establerts a l'Àfrica, i, sovint, també a Àsia; era unisexe i per a totes les edats. Hi fou molt usat per exploradors, caçadors, etc.; també en la vida quotidiana, fins i tot de ciutat, com a alternativa al barret i a la gorra. Durant molt de temps fou habitual, també, entre els egiptòlegs i d'altres arqueòlegs que treballaven en climes tòrrids, així com entre els naturalistes que treballaven al tercer món...
En bona part, el salacot es pot considerar l'equivalent civil del casc colonial dels militars. Com aquest, la seva vigència coincidí amb la del colonialisme clàssic, i la seva obsolescència amb la descolonització.

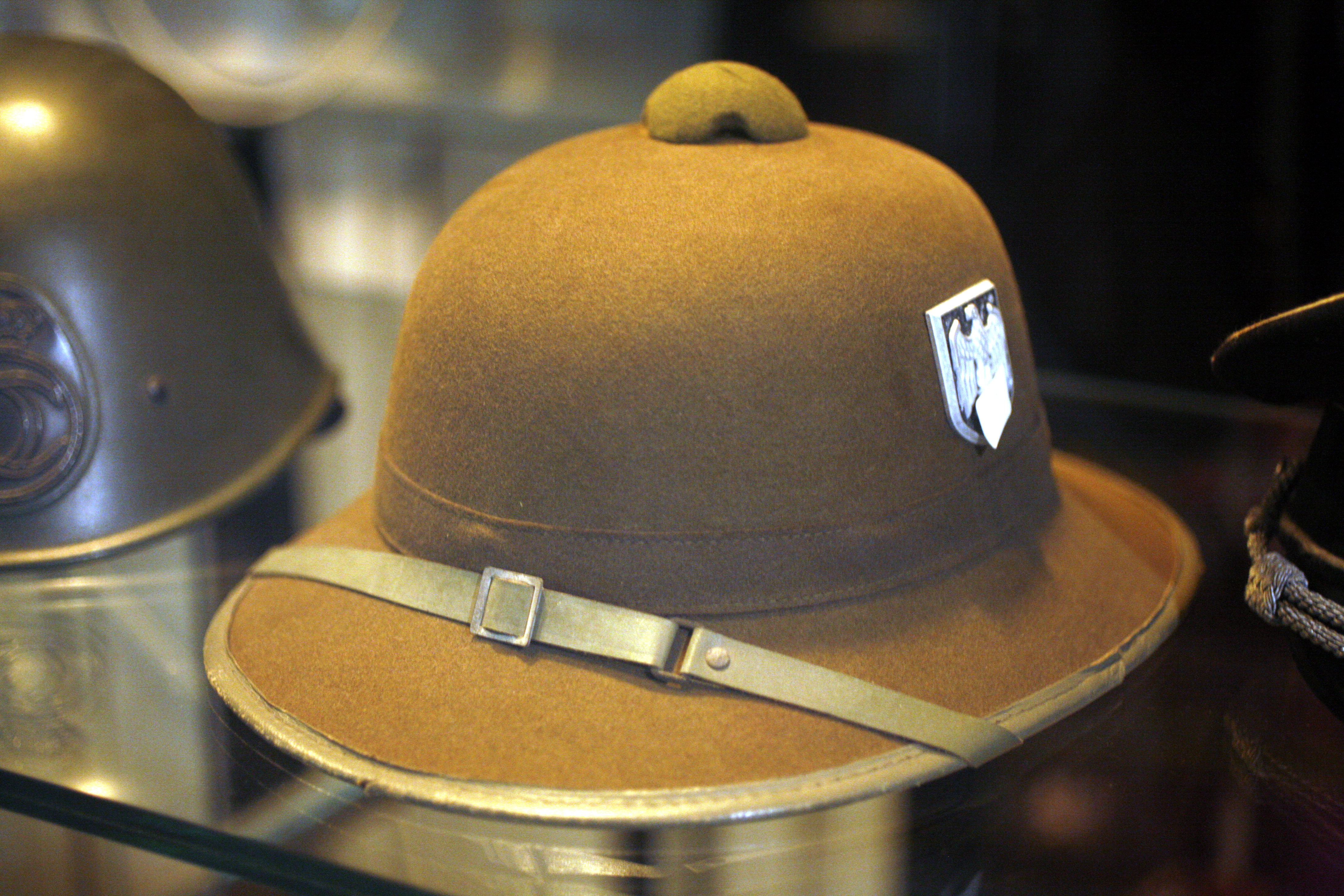
Salacot militar: model de l'Afrika Korps (1940-1941)

Això no obstant, els models de casc colonial en ús als diversos exèrcits durant la primera meitat del segle XX eren, en la pràctica, adaptacions militars de la línia del salacot civil (havia engegat aquesta evolució el model Wolseley britànic de 1902).
El salacot, inseparable de la imatge mental del safari, ha esdevingut un dels grans símbols de l'era del colonialisme. Per això mateix figura sovint en films d'aventures, historietes, caricatures, etc.; caricaturitzar algú cofant-lo amb salacot equival a acusar-lo de colonialista, eurocèntric o racistoide.
A l'Estat espanyol, el salacot blanc fou el cobricap habitual de la Guàrdia Urbana durant molts anys (fins a la mort de Franco).

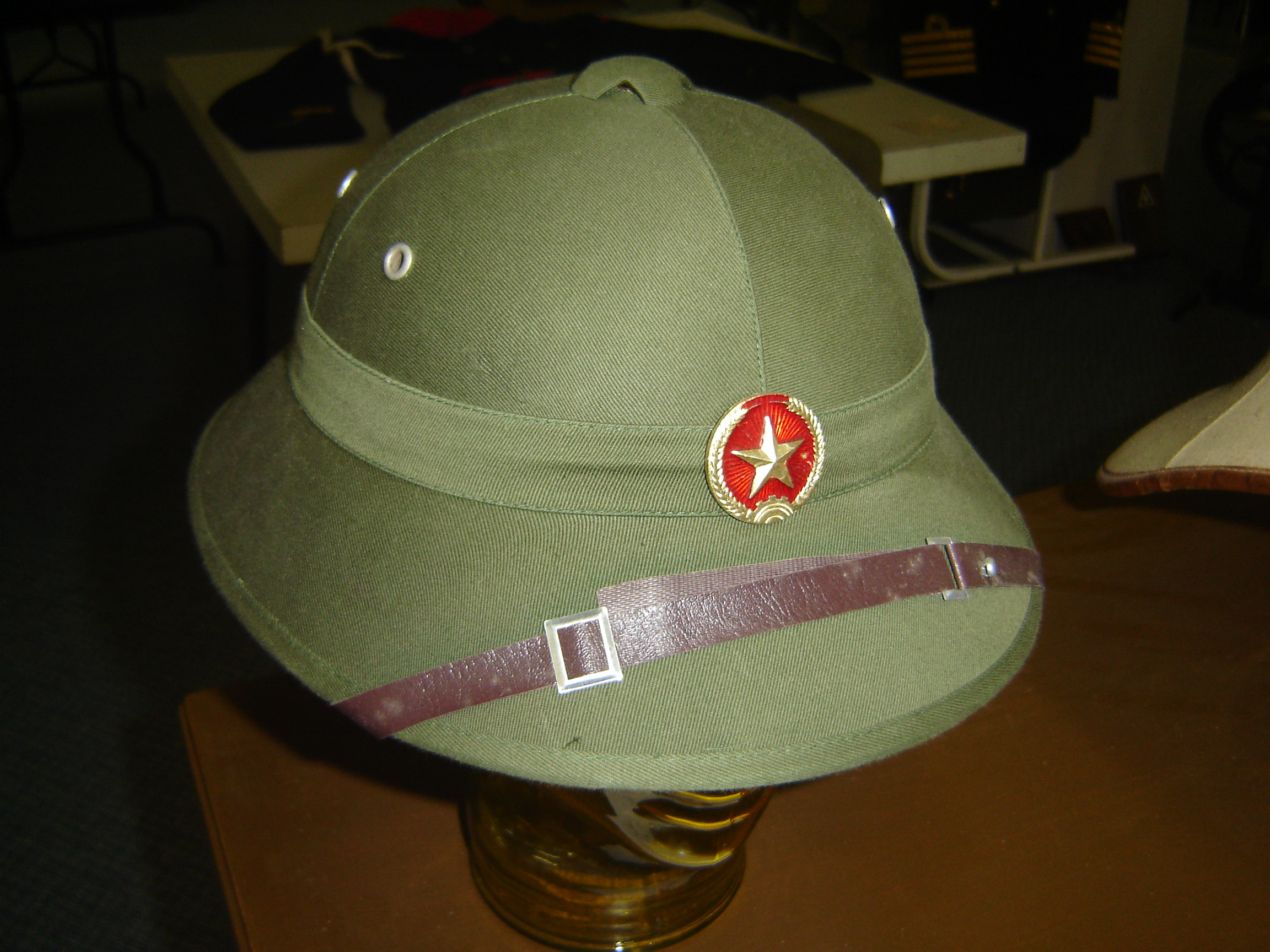
Casc militar (salacot) nordvietnamita

El cèlebre casc de Vietnam del Nord, emprat també pel Front Nacional d'Alliberament del Vietnam del Sud ("Vietcong"), tenia forma i consistència de salacot, però cal classificar-lo com a casc militar tal com els d'acer. En una mena de justícia poètica, ha esdevingut un símbol anticolonialista, a desgrat del disseny (o a causa d'aquest darrer).
L'arqueòleg català Eudald Carbonell es cofa habitualment amb salacot. Hom podria pensar que és en homenatge romàntic als grans pioners de l'arqueologia, però en realitat, com ha declarat ell mateix, la intenció és de representar un casc nordvietnamita, en homenatge al general Giap, tot i que en un principi manifestà que el porta en honor del professor Bosch i Gimpera que també n'era usuari habitual.